# Area nucleare olmeca

L'area nucleare olmeca. I punti gialli rappresentano antichi siti di abitazione, mentre i punti rossi rappresentano ritrovamenti isolati di manufatti non associati con nessuna antica città o villaggio.

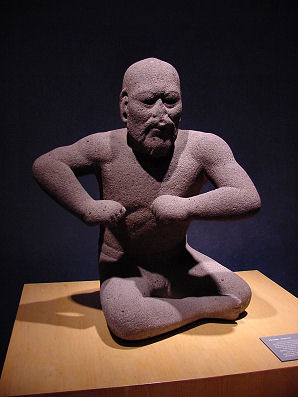
Il lottatore, una statuetta dell'era olmeca, 1200 - 800 a.C. Lo storico dell'arte George Kubler ritiene che "il moto a spirale del corpo, la molteplicità del profilo, i muscoli tesi, e l'espressivo autocontrollo dell'opera la distinguono tra le grandi opere di scultura di tutte le età". Michael D. Coe la ritiene "uno dei supremi esempi dell'arte olmeca".

L'area nucleare olmeca è la parte meridionale della regione costiera del Golfo del Messico tra i Monti Tuxlas e il sito archeologico olmeco di La Venta, che si estende grosso modo per 80 km nell'entroterra dalla linea costiera del Golfo del Messico nel suo punto più profondo. È oggi, come era durante il culmine della civiltà olmeca, un ambiente di foresta tropicale di bassopiano, attraversato da fiumi sinuosi.
La maggior parte dei ricercatori considerano l'area nucleare olmeca la patria della cultura olmeca che si diffuse attraverso la Mesoamerica dal 1400 a.C. fino grosso modo al 400 a.C. L'area è denominata anche Olman o zona metropolitana olmeca.
I principali siti dell'area nucleare olmeca sono:
- San Lorenzo Tenochtitlán
- La Venta
- Tres Zapotes
- Laguna de los Cerros - il meno esplorato e il meno importante dei siti principali.

I siti minori comprendono:
- El Manatí, una palude sacrificale olmeca.
- El Azuzul, sul margine meridionale dell'area di San Lorenzo.
- San Andrés, vicino a La Venta.

Importanti ritrovamenti nell'area nucleare olmeca non associati con un sito archeologico includono:
- "Il lottatore", una statua di basalto trovata ad Arroyo Sonso (vedi foto).
- Monumento di Las Limas, trovato da due bambini che cercavano un posto per rompere le noci.
- Monumento 1 di San Martín Pajapan, trovato in alto sulle pendici di San Martín Pajapan.